# Бубл
Бубл (фр. Bouble) је река у Француској. Дуга је 66 km. Улива се у Сјул. 